# Willy-Brandt-Platz (Erfurt)

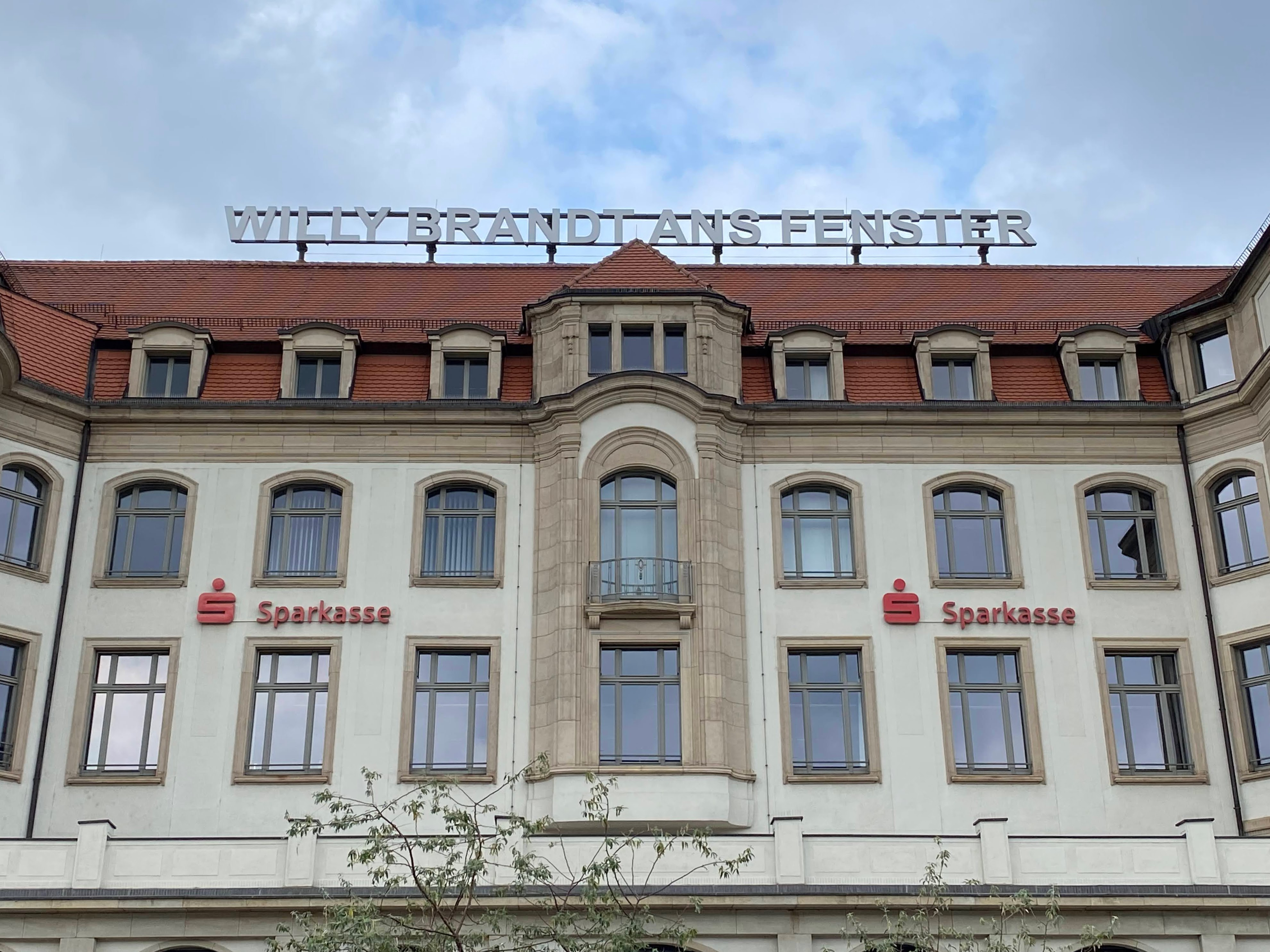
Haus Willy-Brandt-Platz 1 mit der markanten Aufschrift „Willy Brandt ans Fenster“

Der Willy-Brandt-Platz ist ein Platz in der thüringischen Landeshauptstadt Erfurt.

## Lage und Verkehr

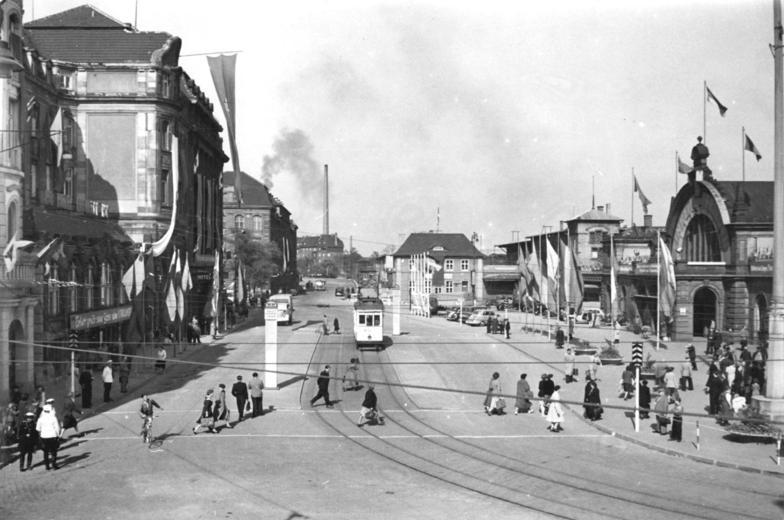
Der Platz im Jahr 1955

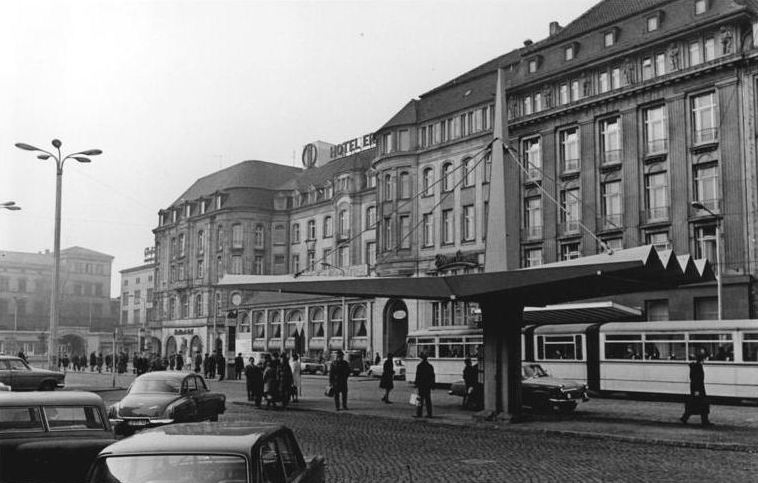
Die Nordseite 1970

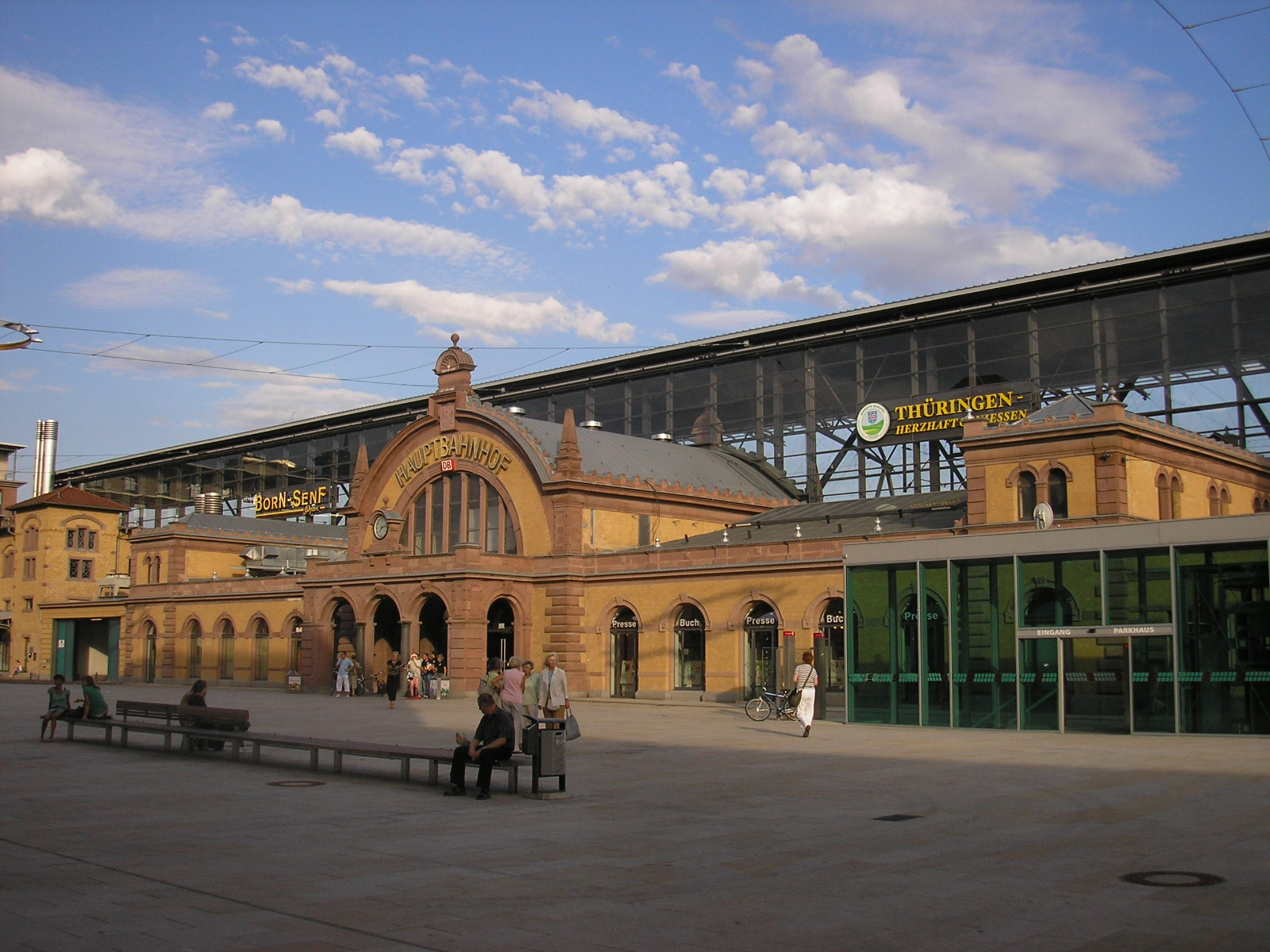
Blick auf den Hauptbahnhof, nach Abriss des Inselgebäudes

Der Willy-Brandt-Platz liegt direkt vor dem Hauptbahnhof am südöstlichen Rand der Altstadt. Er ist etwa 150 Meter lang und 40 Meter breit, womit er eine Fläche von rund 6000 Quadratmetern einnimmt. An seinem westlichen Rand verläuft die Bahnhofstraße. Seit 2003 gehört auch der Busbahnhof zum Willy-Brandt-Platz. Dieser erstreckt sich nördlich des eigentlichen Bahnhofsvorplatzes bis an die Schmidtstedter Straße. Östlich davon zweigt die Kurt-Schumacher-Straße ab.
Für den öffentlichen Personenverkehr ist der Platz durch den Hauptbahnhof von großer Bedeutung. An seiner Westseite halten vier Linien der Straßenbahn Erfurt und an der Ostseite befindet sich ein Busbahnhof, an dem der Busverkehr in Erfurt mit Regional- und einigen Stadtbuslinien abgewickelt wird, während andere Stadtbusse an der Straßenbahnhaltestelle an der Westseite halten. Der Platz selbst ist eine Fußgängerzone und dient für Veranstaltungen ebenso wie als Aufstellfläche der Straßencafés, womit er neben dem Domplatz, dem Fischmarkt und dem Anger einer der wichtigen zentralen Plätze der Stadt ist.

## Geschichte
Der Platz, der lange Zeit nur Bahnhofsplatz oder Bahnhofsvorplatz genannt wurde, entstand zur Mitte des 19. Jahrhunderts im Zusammenhang mit dem Bau der Thüringer Bahn 1847. Zu einem städtischen Platz wurde er aber erst um 1900 durch die Fertigstellung des neuen Hauptbahnhofs (1893) auf der einen und des Bahnhofshotels (1905) auf der anderen Seite als repräsentativer Bebauung.
Am 19. März 1970 erlangte er Bedeutung durch einen Besuch Willy Brandts in Erfurt. Er traf sich im Bahnhofshotel mit Willi Stoph zum ersten deutsch-deutschen Gipfeltreffen. Begleitet wurde es durch die Brandt zujubelnde Erfurter Bevölkerung auf dem Platz. Dies war der Anlass, den Platz nach der Wiedervereinigung in Willy-Brandt-Platz umzubenennen.
Parallel zum Umbau des Erfurter Hauptbahnhofs ab 2002 wurde auch der Willy-Brandt-Platz neu gestaltet und erhielt sein jetziges Aussehen.

## Bebauung
Auf der Südseite befindet sich das Empfangsgebäude des Hauptbahnhofs aus dem Jahr 1893. Das die Silhouette bestimmende „Inselgebäude“ dahinter wurde im Zusammenhang mit dem Bau des „ICE-Bahnhofs“ abgerissen. Die Westseite wird vom alten Erfurter Hauptbahnhof von 1847 eingenommen, während an der Nordseite das Hotel Erfurter Hof von 1905 mit seinem Anbau, dem Haus Kossenhaschen von 1916, steht. Die Ostseite ist Standort des InterCity-Hotels, ein Neubau aus den 1990er-Jahren. Auf dem östlichen Teil befindet sich ein Brunnen, der in den Zugang zur Tiefgarage unter dem Willy-Brandt-Platz integriert ist. Seit 2009 befindet sich auf dem Dach des Erfurter Hofs außerdem eine Leuchtschrift, die an den Besuch Brandts erinnert.